# Videoland
Videoland era originalmente uma cadeia de varejo holandesa de locadoras de vídeo e agora é principalmente um provedor de serviços online OTT de propriedade da RTL Nederland. Seu principal concorrente é a Netflix.

## História
A Videoland foi fundada por Nico Broersen e Gerard van Stijn e abriu sua primeira loja em 1984. De 1992 a 1996, a Philips era a proprietária e assumiu a administração na Holanda. Em 2004, a 200ª loja foi aberta.
No final da primeira década do século XXI, as locadoras de vídeos estavam cada vez mais sob pressão devido ao aumento dos serviços de vídeo sob demanda. A controladora Entertainment Retail Group entrou em falência em 2010. A fórmula e a franquia da Videoland foram adquiridas pela Moving Pictures Holding.

## Serviço de vídeo sob demanda
A Videoland on Demand está disponível desde 2010 e a RTL Nederland teve uma participação de 65% em 2013. Desde 2015, a Videoland on Demand é de propriedade integral da RTL Nederland. As locadoras fecharam suas portas.